# Adonisea vanella
Adonisea vanella là một loài bướm đêm trong họ Noctuidae.